# Raimondo Montecuccoli

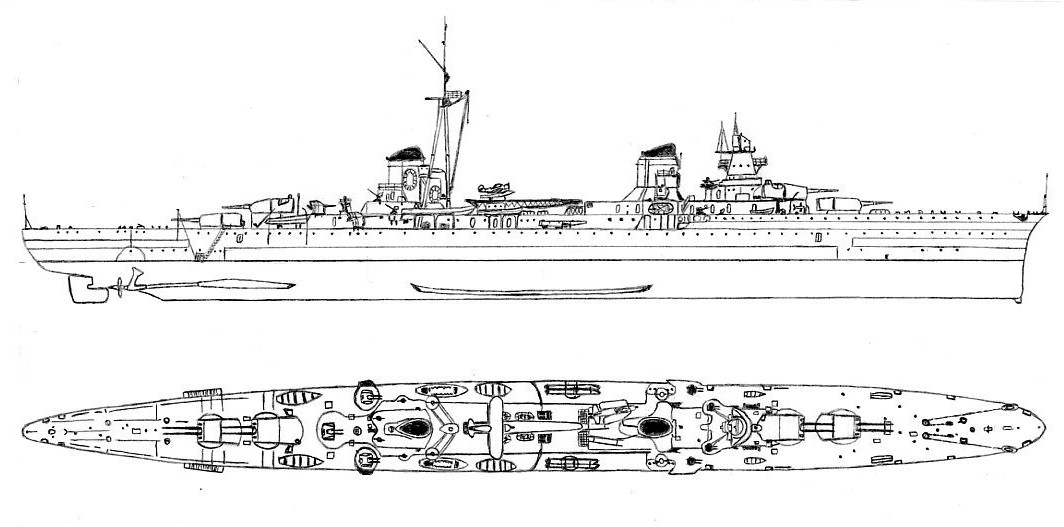
Схематичне зображення легкого крейсера «Раймондо Монтекукколі»

«Раймондо Монтекукколі» (італ. Raimondo Montecuccoli) — військовий корабель, головний легкий крейсер типу «Раймондо Монтекукколі» Королівських ВМС Італії за часів Другої світової війни та післявоєнний час.

## Історія створення
«Раймондо Монтекукколі» був закладений 1 жовтня 1931 року на верфі компанії «Ansaldo» в Генуї. Спущений на воду 2 серпня 1932 року, 30 червня 1935 року увійшов до складу Королівських ВМС Італії.

## Історія служби

### Довоєнна служба
Після вступу у стрій «Раймондо Монтекукколі» був зарахований до складу 7 дивізії крейсерів 2-ї ескадри (розвідувальні сили). Він ніс службу у Середземному морі. У 1935 році спостерігав за маневрами флоту імовірного противника - Франції поблизу Тулону.
Брав участь у підтримці франкістів під час громадянської війни в Іспанії, супроводжуючи транспорти зі зброєю та проводячи розвідку.
У 1937 році «Раймондо Монтекукколі» під командуванням капітана Альберто да Зара вирушив на Далекий Схід, де розпочалась японсько-китайська війна.
Прибувши до Шанхаю, крейсер висадив морську піхоту на території італійського посольства і постійно перебував у бойовій готовності, захищаючи італійських громадян під час штурму міста японцями.
У січні 1938 рок крейсер прибув до Австралії, де брав участь у церемонії святкування 150-ї річниці заснування штату Новий Південний Уельс. Потім крейсер відвідав ряд австралійських портів, далі вирушив до Сайгона, Шанхаю, і у квітні прибув у Токіо, де частина моряків взяла участь у військовому параді. Після ремонту в місті Якояма крейсер вирушив в Італію, куди прибув 7 грудня 1939 року.

### Друга світова війна
Після вступу Італії у Друг світову війну у червні 1940 року крейсер брав участь у постановці мінних полів. Під час бою біля Калабрії крейсер не завдав пошкоджень жодному ворожому кораблю, але й сам не зазнав ушкоджень.
Під час нападу на Таранто крейсер зазнав незначних пошкоджень.
Коли у грудні 1940 року Італія вторгнулась у Грецію, італійський флот, в тому числі «Раймондо Монтекукколі», залучався до супроводу конвоїв та обстрілу ворожого узбережжя. Пізніше залучався до патрулювання Отрантської протоки.
У березні 1941 року крейсер здійснив декілька походів до африканського узбережжя для потановки мін, після чого був відправлений на ремонт, який тривав до липня.
26 липня крейсер разом з іншими італійськими кораблями супроводжував конвой у північну Африку. 28 липня конвой був атакований британським підводним човном «Апхолдер». Крейсер «Джузеппе Гарібальді» був торпедований, і «Раймондо Монтекукколі» супроводжував його до Палермо.
23 листопада британський флот розгромив італійський конвой «Маріца». Тому для охорони наступного конвою були виділені значні сили: крейсери «Раймондо Монтекукколі», «Муціо Аттендоло», «Дука д'Аоста», «Джузеппе Гарібальді», лінкор «Кайо Дуіліо» та 3 есмінці. 
За 70 миль південніше Таранто конвой був атакований британським підводним човном «Апроар». Хоча жоден корабель не був пошкоджений, проте італійський план був розкритий. Надалі конвой був атакований підводним човном «Апхолдер» та авіацією, внаслідок чого були потоплені італійські танкер, транспорт та есмінець. Операція закінчилась провалом.
У грудні «Раймондо Монтекукколі» брав участь у супроводі 2 конвоїв до лівійського узбережжя: «M 41» (відкликаний) і «M 42» (успішний). Під час останнього відбувся нетривалий бій з британськими крейсерами.
НА початку 1942 року крейсер супроводжував декілька конвоїв у північну Африку. 
У травні 1942 року командування італійського флоту вирішило залучити 7-му дивізію крейсерів (у складі якої на той момент перебували лише «Раймондо Монтекукколі» та «Еудженіо ді Савойя») для протидії мальтійським конвоям британського флоту. Під час операції «Гарпун»/«Вігорос» крейсер діяв проти гібралтарського конвою. В результаті бою було потоплено декілька британських кораблів, лише 2 транспорти дістались Мальти.
Влітку в Італії розпочалась паливна криза, і її кораблі практично не виходили в море. В серпні італійське командування дізналось про черговий британський конвой на Мальту. Через брак палива на перехоплення конвою були відправлені підводні човни, торпедні катери та авіація, а також кораблі 7-ї дивізії крейсерів. Оскільки конвой був практично знищений, крейсери були відкликані, а остаточний розгром був доручений авіації. Під час повернення з'єднання італійських кораблів було атаковане британськими підводними човнами «Анброкен» та «Сафарі». В результаті торпедної атаки були пошкоджені крейсери «Муціо Аттендоло» та «Больцано».
Паливна криза практично паралізувала італійський флот, кораблі майже не виходили в море. 4 грудня, коли крейсер перебував у Неаполі, відбувся масований наліт американської авіації. Внаслідок нальоту був потоплений крейсер «Муціо Аттендоло», пошкоджений «Еудженіо ді Савойя». В «Раймондо Монтекукколі» влучила бомба, яка пошкодила 2 парові котли. Наприкінці грудня крейсер перейшов у Геную, потім в Ла-Спецію для ремонту. Але через важке економічне становище Італії ремонт корабля затягнувся до літа 1943 року. 
Улітку, коли розпочалась Сицилійська операція, італійське командування відправило «Раймондо Монтекукколі» та «Еудженіо ді Савойя» на перехоплення десантів союзників. Але зустрівшись із переважаючими ворожими силами, італійські кораблі повернули назад.
Після капітуляції Італії 9 вересня 1943 року «Раймондо Монтекукколі» разом з іншими італійськими кораблями прибув на Мальту. Надалі він використовувався союзниками як швидкохідний транспорт.

### Післявоєнна служба
Після закінчення Другої світової війни «Раймондо Монтекукколі» не був переданий іншим країнам як репарація, а разом з 3 іншими крейсерами залишився у складі італійського флоту. У 1946 році брав участь у репатріації італійських військовополонених та цивільних громадян на батьківщину. У 1947-1949 роках через важке економічне становище виходив у море лише зрідка. Оскільки крейсер на той час морально застарів, він був переданий Військово-морській академії, де використовувався  як навчальний корабель.
На початку 1950-х років була проведена модернізація крейсера: було встановлене нове радіоелектронне обладнання та сучасна зенітна артилерія. У 1956-1957 роках крейсер здійснив навколосвітній похід. У 1963 році здійснив тривалий похід в африканські води із відвідуванням численних портів.  
1 червня 1964 року крейсер «Раймондо Монтекукколі» був виключений зі складу флоту, і у 1972 році проданий на злам та розібраний у Ла-Спеції.